# Меттерних, Паулина фон
Княгиня Паулина Клементина фон Меттерних (нем. Pauline Clémentine von Metternich-Winneburg zu Beilstein; 26 февраля 1836, Вена — 28 сентября 1921, Вена), урожд. Шандор (венг. Sándor de Slawnitza) — светская львица, блестящая представительница дворов Наполеона III в Париже и Франца-Иосифа в Вене. Супруга австрийского посла в Париже Рихарда фон Меттерниха, одновременно внучка и невестка канцлера Меттерниха, подруга императрицы Франции Евгении.

## Биография

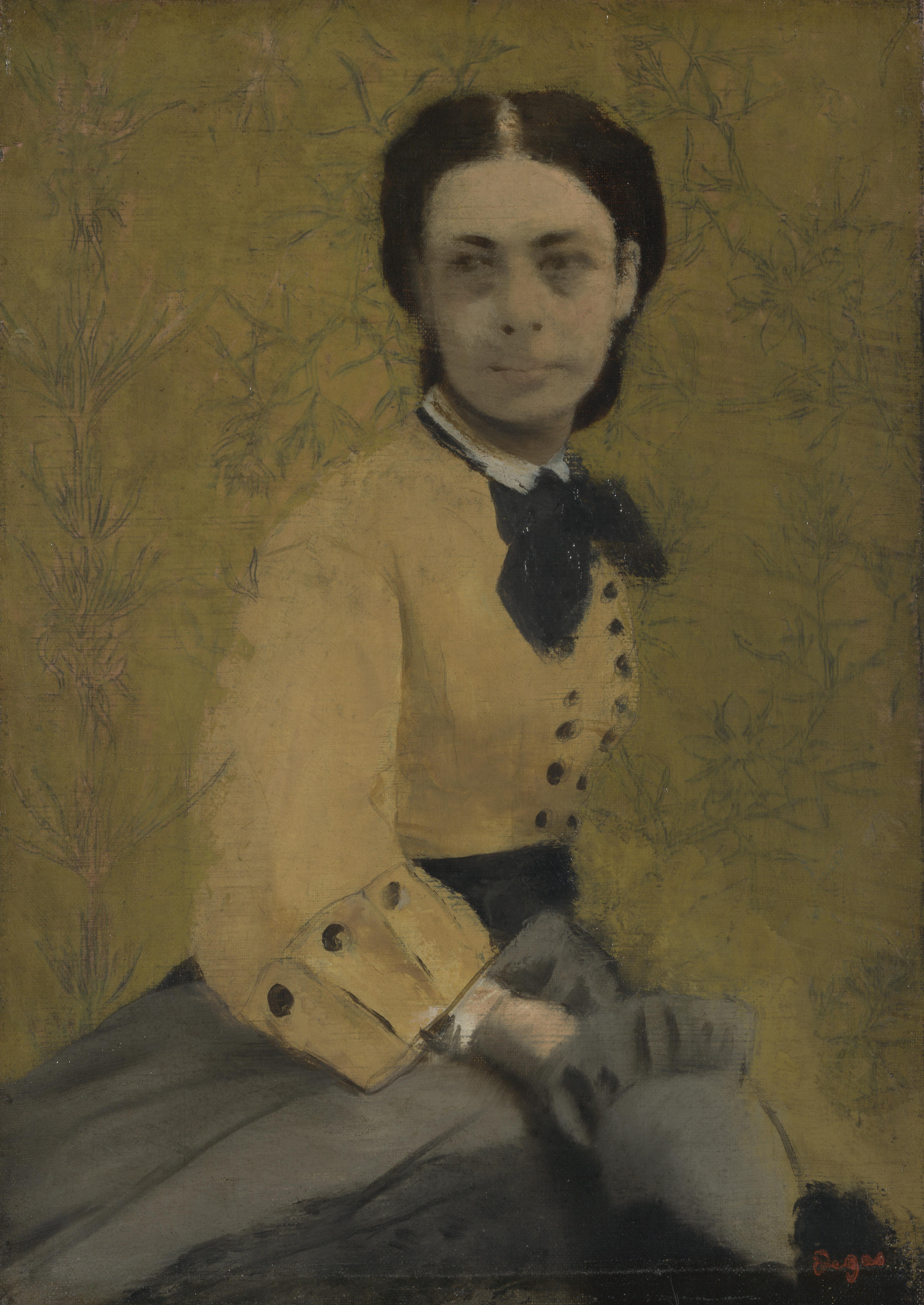
Хотя княгиня была не хороша собой, её писали многие портретисты. Этот миниатюрный портрет написал с её фотографии Дега на заре своего творческого пути.

Отец Паулины — последний венгерский граф Шандор, мать — Леонтина фон Меттерних, дочь канцлера. В 1856 году состоялась свадьба Паулины и единокровного брата её матери — Рихарда фон Меттерниха. Через три года он был назначен австрийским послом в Париже. Быстро освоившись во французской столице, княгиня стала близкой подругой императрицы Евгении и завела в своём доме престижный салон. По утверждению барона Н. Е. Врангеля, её популярность в Париже и Вене, её влияние на государственные вопросы были огромны.
Под её влиянием вошёл в моду «легкомысленный и отчаянно-дерзкий любовный этикет, который в начале второй половины прошлого века вытеснил в высших кругах несносно-тоскливую чопорность». Она научила француженок курить сигары и кататься на коньках, а также познакомила их с нарядами от Уорта и музыкой Вагнера.
Ввиду натянутых франко-германских отношений сокращённые версии вагнеровских опер ставились прямо у неё в салоне, причём княгиня и сама была не прочь исполнить оперную партию. Под её давлением в 1861 году удалось получить разрешение на французскую постановку «Тангейзера», однако опера была снята с афиши после бурного скандала и всего лишь трёх представлений. Другой композитор, который обязан княгине Меттерних своей известностью в Европе, — её соотечественник Бедржих Сметана.
После взятия Парижа прусскими войсками в 1870 году князь Меттерних был отозван в Австрию, и княгине удалось вывезти из страны драгоценности императрицы Евгении в мешке с дипломатической почтой. В венском дворце Меттернихов она возобновила свой салон, правда, без былого успеха.

У нее были рыжие волосы, и она была скорее некрасива, но очень обаятельна и гранд-дама до кончика ногтей. Умная, резкая на язык, язвительная, добрая, невероятно одаренная и гениальная в государственных вопросах. Несмотря на все это, она была, в полном смысле этого слова, женщиной ненормальной, которая говорила все, что приходило ей в голову, и делала все, чтобы казаться женщиной с улицы, а может быть, это женщины улицы пытались, сколько могли, подражать ей, но, к сожалению, им это не удавалось. Только один человек в состоянии был подражать ей — сама княгиня Меттерних.— Н. Е. Врангель

## Дуэль Меттерних — Кильмансегг

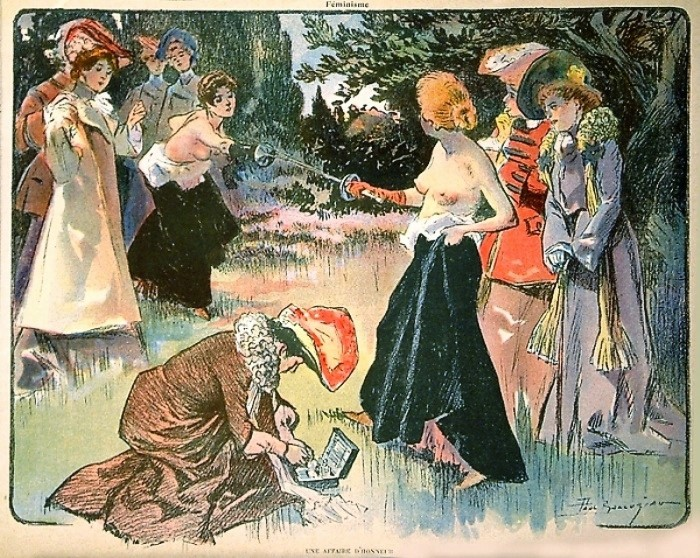
Дуэль Меттерних — Кильмансегг

Во многих австрийских газетах были публикации о том, что в августе 1892 года Полина приняла участие в дуэли на рапирах с графиней Анастасией фон Кильмансегг (урожденной Лебедевой) (1860—1912), женой Эриха Кильмансегга. Фактов, подтверждающих это событие не было представлено, поэтому эти публикации можно рассматривать как газетную утку, кроме того, вскоре после публикации первых статей на эту тему французская газета напечатала опровержение принцессы Меттерних, в котором она называет эту историю «нелепой выдумкой итальянских журналистов».
Согласно публикациям газет спор между дамами возник из-за разногласий по поводу цветочной композиции на Венской музыкально-театральной выставке, в которой принцесса Паулина Меттерних была почётным президентом выставки, а графиня Анастасия Кильмансегг по рекомендации мужа — штатгальтера Нижней Австрии была председателем Дамского Комитета.
Согласно сообщениям прессы дуэль состоялась в городе Вадуц в соседнем княжестве Лихтенштейн, где секундантами на дуэли были графиня Кински и княжна Шварценберг-Лихтенштейн, а врачом и распорядителем дуэли выступала баронесса Любинская (бывшая, кстати, дипломированным доктором), специально ради этого вызванная из Варшавы. Утверждалось, что по рекомендации Любинской дуэлянтки должны были раздеться до пояса, чтобы в раны не попали фрагменты одежды и не привели к заражению. Согласно другим источникам, раздевание ограничивалось тем, что ссорящиеся дамы всё ещё были в корсетах и рубашках. Говорят, что принцесса Меттерних была легко ранена в нос, но затем смогла ударить по руке графиню, которая затем вскрикнула и выронила рапиру. Баронесса Любинская зонтиком отогнала своих слуг, примчавшихся к месту происшествия. Затем секунданты обработали травмы, и двух спорящих женщин убедили помириться.
О дуэли сообщили по всей Европе, в том числе в британском женском журнале The Lady’s Realm и во французской газете Le Radical, которая ссылается на газету Фигаро. В итоге история получила популярность, были созданы многочисленные картины, а позже и эротические фотографии, на которых был изображён поединок двух женщин с обнажённой грудью или скудно одетых. Согласно сообщениям, австрийский композитор Йозеф Байер создал оперетту «Дамендуэль» в 1907 году.

## Поздние годы
Её поздние годы были омрачены неприятностями в семейной жизни трёх дочерей. Средняя погибла от руки алкоголика-мужа графа Вальдштейна в Духцовском замке, младшая была в детстве изуродована укусами собаки и дала обет безбрачия.
После смерти княгини Меттерних в 1921 году были опубликованы две книги её мемуаров. В 1926 году младшая дочь княгини, принцесса Клементина (1870—1963), усыновила своего внучатого племянника — принца Гогенлоэ-Шиллингсфюрста (1920—2009; позже — 4-й герцог Ратиборский и 4-й князь Корвейский), — решив передать ему славную фамилию «Меттерних».